# Qingshanhu
Qingshanhu är ett stadsdistrikt i Nanchang i Jiangxi-provinsen i södra Kina.